# بنت النيل (فلم)
بنت النيل (بالإنجليزية: Girl of the Nile Or bnt alnayl)، فيلم سينمائي درامي مصري، إنتاج 1929 إخراج: عمر وصفي، تأليف: عزيزة أمير تمثيَل : عزيزة أمير، أحمد علام، حسن البارودي، عباس فارس، بمبة كشر.

## قصة الفيلم
وضع القدر نهاية غاية في القسوة لحياة مفيدة (عزيزة أمير) عندما قررت والدتها أمينة هانم (بمبة كشر) التحكم في مصير ابنتها فتجبرها على الزواج من محمود بك (أحمد علام) رغم أنفها والذي يسافر إلى باريس طلبًا للعلم، ومع توالي الأحداث تتعرف مفيدة على علي بك (حسن البارودي) عالم الآثار، وعندما يتقدم للزواج منها ترفض أمها، يعود محمود ويتحدد موعد الزفاف. فتسرع مفيدة في محاولة منها للاستنجاد بعلي حيث ترسل له خطابًا ولكنه يصله متأخرًا، ويستمر القدر في وضع خطاه حيث تصدم سيارة علي وينقل إلى المستشفى. تعيش مفيدة حياة قاسية مع محمود، والذي يبدد ثروتها التي ورثتها عن أمها، يحاول علي العودة إلى مفيدة ويعرف الزوج ويتهمها بالخيانة فيطلقها ويحرمها من ابنتها، تصاب مفيدة بالجنون، بعد أربع سنوات تعود لترى ابنتها فتفزع منها وتنتحر الأم.

## فريق العمل
- إخراج: عمر وصفي
- تأليف: عزيزة أمير
- تمثيل:
  - عزيزة أمير ... مفيدة هانم
  - عباس فارس ... حسن أفندي
  - أحمد علام ... محمود بك
  - حسن البارودي ... علي بك
  - بمبة كشر ... أمينة هانم

## وصلات خارجية
- بنت النيل على موقع الدهليز
- بنت النيل على موقع قاعدة بيانات الأفلام العربية
- صفحة الفيلم على موقع السينما